# 70 (tal)
70 (Halvfjerds, Halvfjerdsindtyve) er:
- Det naturlige tal efter 69, derefter følger 71
- Et heltal

Halvfjerds kommer af halvfjerdsindstyve, en sammensætning af halvfjerde (der betyder 3½, ligesom halvanden betyder 1½), sinde (gang) og tyve, altså egentlig '3½ gange tyve'.

## Andet
- Septuaginta, ofte skrevet LXX, er den vigtigste græske oversættelse af det Gamle Testamente

|  | Infoboks uden skabelon Denne artikel har en infoboks dannet af en tabel eller tilsvarende. |